# Rhopalicus pulchripennis
Rhopalicus pulchripennis är en stekelart som först beskrevs av Crawford 1912.  Rhopalicus pulchripennis ingår i släktet Rhopalicus och familjen puppglanssteklar. Inga underarter finns listade i Catalogue of Life.